# Stazione di Tuturano
La stazione di Tuturano era una stazione ferroviaria posta lungo la linea Bari-Lecce. Serviva il centro abitato di Tuturano, frazione del comune di Brindisi.

## Storia
La stazione di Tuturano fu soppressa il 19 novembre 2017.